# Reaktor (Band)
Reaktor war eine Band, die Spielarten wie Jazz, Funk, Drum and Bass und House mit deutschsprachigen Texten vermengte.

## Geschichte
Der Schlagzeuger Tromla traf 1997 in Saarbrücken auf den Bassisten Flo:Pee und den Keyboarder Kazteen, um elektronische Musik öffentlich aufzuführen. Die Intention war, computergenerierter Musik ein menschliches Antlitz zu verleihen. Dazu sollten live gespielte Rhythmen und auch abgehackte, Sample-artige Gesänge beitragen. Erste Club-Konzerte fanden in Saarbrücken statt, und nach einigen Jahren fand sich eine Agentur, die die Band überregional vermitteln konnte. So spielten sie zum Beispiel 2003 auf dem KOMMZ oder 2004 auf dem Soundgarden Festival in Friedberg (Hessen). 2004 wurde das Album Hyperdimension auf dem Independent-Label Bastard Records veröffentlicht. Insgesamt spielte die Band mehr als 200 Konzerte, darunter auch Jazzfestivals, Hochschul- und Kunstveranstaltungen. Besonderes Merkmal der Band ist die  Mischung der Musikgenres und die gleichzeitige Tanzbarkeit der Musik. Die meist deutschsprachigen Gesänge erinnern an Samples oder Rap-Texte, haben aber eher rhythmische Funktion und sollen durch einzeln wiederholte Sätze maschinenartige Assoziationen hervorrufen.

## Diskografie
- 2000: elektrosuperstars (EP)
- 2004: Hyperdimension (Album)

## Kritik
[…] Die Songs sprudeln vor Energie über. Glücklicherweise scheitern Reaktor in keinem Moment an ihren hohen Ansprüchen. Die Songs klingen nicht überladen oder zu gewollt, denn gekonnt. Im Gegenteil: Die Detailliebe, die Originalität und die  Professionalität mit der hier zu Werke gegangen wurde, sind beeindruckend. (Kai Florian Becker)